# الیونا سوتنیکووا
الیونا سوتنیکووا (اوکراینی: Альона Ігорівна Сотникова؛ زادهٔ ۵ مهٔ ۱۹۹۲) تنیس‌باز اهل اوکراین است.